# Точилеску, Григоре
Григоре Точилеску (рум. Grigore Tocilescu; 26 октября 1850, Фефелей, Валахия, (ныне жудец Прахова, Румыния) — 18 сентября 1909, Бухарест — румынский историк, археолог, фольклорист, педагог, доктор философии, профессор истории Бухарестского университета. Член Румынской академии. Политик.

## Биография
Окончил школу в Плоешти, затем Национальный колледж Святого Саввы. Продолжил учёбу в университетах Праги и Вены, где получил степень доктора философии. 
В 1877 году Точилеску посетил Румянцевский музей в Москве, где изучал книгу «Denceputul lumiei dentâiu», написанную валашским монахом, хронистом Михаилом Мокса. Произведение представляет собой универсальную историю, которая начинается с «сотворения мира», рассказывает об ассирийцах, египтянах, персах, затем переходит к римлянам. Это составляет краткую историю Римской республики, после чего перечисляет императоров Запада и Востока до установления турецкого владычества в Европе и заканчивается первыми сражениями турок с румынами в 1489 г. Позднее Точилеску уехал в Париж для продолжения исследований во французских архивах и библиотеках о Дмитрии Кантемире. Будучи во Франции, посещал курсы в Коллеж де Франс и Сорбонну.
Вернувшись на родину, в 1881 году был назначен директором Национального музея древностей и стал профессором древней истории и эпиграфики в Бухарестском университете.
Г. Точилеску был инициатором румынских археологических раскопок в Добрудже. Является соавтором работы «Большой географический словарь Румынии», изданной в 5 томах в Бухаресте с 1898 по 1902 год.
Работал генеральным секретарём Министерства образования и несколько раз был сенатором-консерватором.
Г. Точилеску — один из первых историков, изучавших цивилизации на территории бывшей Дакии.

## Избранные труды
- «Cumu se scrie la noi istoria» (1873);
- «Dacia înainte de romani» (1880);
- «Monumentul de la Adamclisi»;
- «Biserica episcopală dela Curtea de Argeş» (1886).
- «Fouilles et recherches archéologiques en Roumanie»;
- «Materialuri Folkloristice», Bucharest, 1900.